# Harrowdown Hill
«Harrowdown Hill» (рус. Холм Хороудаун) — песня фронтмена британской группы Radiohead Тома Йорка с его дебютного сольного студийного альбома The Eraser. Сингл вышел в Великобритании 21 августа 2006 года ограниченным тиражом. Достиг 23-й строчки британского хит-парада синглов. Так как песня «Black Swan» вышла только на радио, «Harrowdown Hill», задуманная ещё во время записи Hail to the Thief, считается первым официальным сольным синглом Йорка.

## Смысл песни
Холм Хороудаун, расположенный в Лонгворте, Оксфордшир, известен как место, где в 2003 году было обнаружено тело доктора Дэвида Келли — британского эксперта в области биологического оружия. Его данные поставили под сомнение факт обладания Саддамом Хуссейном оружием массового поражения — предлог, под которым правительство Великобритании приняло решение участвовать во вторжении в Ирак. Считается, что Келли покончил жизнь самоубийством. Однако, существуют предположения, что он был убит. Смысл песни состоит в указании на эти предположения. Том Йорк лично подтверждал смысл песни во многих интервью.
В 2008 году в честь победы Барака Обамы на выборах в президенты США Йорк обнародовал собственный ремикс на песню, как «маленькое напоминание о тёмных днях [правления] Буша»

## Музыкальный видеоклип
Видеоклип на песню «Harrowdown Hill» вышел 31 июля 2006 года и был показан на британском канале Channel 4. Клип был снят режиссёром Челом Уайтом на студии Bent Image Lab. В нём присутствует stop-motion-анимация (орёл в полёте), замедленная съёмка и собственное изобретение студии — технология Smallgantics, при которой небольшими моделями имитируются объекты значительных размеров.

## Списки композиций
Слова и музыка всех песен — написаны Томом Йорком.
| №  | Название          | Длительность |
| -- | ----------------- | ------------ |
| 1. | «Harrowdown Hill» | 4:38         |
| 2. | «Jetstream»       | 3:44         |

| №  | Название                        | Длительность |
| -- | ------------------------------- | ------------ |
| 1. | «Harrowdown Hill» (Extended Mx) | 7:01         |
| 2. | «The Drunkk Machine»            | 4:07         |

| №  | Название                        | Длительность |
| -- | ------------------------------- | ------------ |
| 1. | «Harrowdown Hill»               | 4:38         |
| 2. | «The Drunkk Machine»            | 4:07         |
| 3. | «Harrowdown Hill» (Extended Mx) | 7:01         |

| №  | Название          | Длительность |
| -- | ----------------- | ------------ |
| 1. | «Harrowdown Hill» | 4:40         |

| №  | Название                                        | Длительность |
| -- | ----------------------------------------------- | ------------ |
| 1. | «Harrowdown Hill» (Early Fade)                  | 3:45         |
| 2. | «Harrowdown Hill» (Full Length / Album Version) | 4:38         |

| №  | Название                         | Длительность |
| -- | -------------------------------- | ------------ |
| 1. | «Harrowdown Hill»                | 4:41         |
| 2. | «Harrowdown Hill» (Extended Mix) | 7:00         |

| №  | Название                        | Длительность |
| -- | ------------------------------- | ------------ |
| 1. | «Harrowdown Hill» (Extended Mx) | 7:01         |
| 2. | «The Drunkk Machine»            | 4:07         |
| 3. | «Jetstream»                     | 3:44         |

## Чарты
| Чарт           | Позиция |
| -------------- | ------- |
| Великобритания | 23      |
| Дания          | 19      |
| Италия         | 55      |